# Grotea lokii
Grotea lokii är en stekelart som beskrevs av Slobodchikoff 1970. Grotea lokii ingår i släktet Grotea och familjen brokparasitsteklar. Inga underarter finns listade i Catalogue of Life.